# Валансьен-Нор
Валансье́н-Нор (фр. Valenciennes-Nord) — упраздненный кантон во Франции, находился в регионе Нор — Па-де-Кале, департамент Нор. Входил в состав округа Валансьен.
В состав кантона входили коммуны (население по данным Национального института статистики Архивная копия от 14 марта 2014 на Wayback Machine за 2011 г.):
- Беллен (1 185 чел.)
- Валансьен (23 313 чел.) (частично)
- Валле (5 560 чел.)
- Обри-дю-Эно (1 462 чел.)
- Петит-Форе (4 975 чел.)

## Экономика
Структура занятости населения (без учёта Валансьена):
- сельское хозяйство — 0,8 %
- промышленность — 20,0 %
- строительство — 5,7 %
- торговля, транспорт и сфера услуг — 56,8 %
- государственные и муниципальные службы — 16,6 %

Уровень безработицы (2011) - 13,4 % (Франция в целом - 12,8 %, департамент Нор - 16,3 %). 

Среднегодовой доход на 1 человека, евро (2011) - 21 084 (Франция в целом - 25 140, департамент Нор - 22 405).

## Политика
На президентских выборах 2012 г. жители кантона отдали в 1-м туре Николя Саркози 26,3 % голосов против 24,8 % у Франсуа Олланда и 22,5 % у Марин Ле Пен, во 2-м туре в кантоне победил Олланд, получивший 50,5 % голосов (2007 г. 1 тур: Саркози - 31,3 %, Сеголен Руаяль - 20,7 %; 2 тур: Саркози - 55,3 %). На выборах в Национальное собрание в 2012 г. по 21-му избирательному округу департамента Нор они поддержали действующего депутата, кандидата Радикальной партии, бывшего мэра Валансьена Жана-Луи Борлоо, набравшего 46,9 % голосов в 1-м туре и 61,1 % - во 2-м туре. На региональных выборах 2010 года в 1-м туре, благодаря голосам жителей Валансьена, победил список «правых», набравший 27,9 % голосов против 24,7 % у коммунистов, 16,6 % у социалистов и 14,2 % у Национального фронта. Во 2-м туре единый «левый список» с участием социалистов, коммунистов и «зелёных» во главе с Президентом регионального совета Нор-Па-де-Кале Даниэлем Першероном получил 47,1 % голосов, «правый» список во главе с сенатором Валери Летар занял второе место с 33,7 %, а Национальный фронт Марин Ле Пен с 19,2 % финишировал третьим.
|  | Кандидат              | Партия                  | % голосов |
|  | --------------------- | ----------------------- | --------- |
|  | Жан-Клод Дюльё        | Коммунистическая партия | 56,01     |
|  | Сальваторе Кастильоне | Новый центр             | 43,99     |

|  | Кандидат           | Партия                  | % голосов |
|  | ------------------ | ----------------------- | --------- |
|  | Жан-Люк Шаньон     | Социалистическая партия | 48,93     |
|  | Бернар Брюлле      | Правые партии           | 31,61     |
|  | Доминик Слаболепзи | Национальный фронт      | 19,47     |